# Gangamopteris
Gangamopteris – wymarły rodzaj paproci nasiennych, typowy dla flory glossopterisowej kontynentu Gondwana w późnym karbonie i wczesnym permie. 
Znany jest głównie z liści. Liście są duże, niepodzielone, o kształcie językowatym i nerwacji siatkowej. Nie posiadały nerwu głównego, co różni je od bardzo zbliżonych morfologicznie liści paproci nasiennych rodzaju Glossopteris.